# Przełęcz nad Roztokami Górnymi
Przełęcz nad Roztokami Górnymi, słow. Ruské Sedlo, 801 m n.p.m. – przełęcz w Bieszczadach Zachodnich na granicy polsko-słowackiej (do 1945 z Węgrami) w okolicy Roztok Górnych. Znajduje się pomiędzy Rypim Wierchem a Okrąglikiem.
Od strony polskiej na przełęcz prowadzi asfaltowa droga ze wsi Majdan koło Cisnej. Od strony słowackiej dociera tylko droga gruntowa z nieistniejącej miejscowości Ruské.
Z przełęczy roztacza się panorama słowackich Bieszczadów (Bukovskych Vierchów).
Spod przełęczy na północ wypływa potok Roztoczka, a na południe dopływy rzeki Cirocha.
Przez przełęcz przebiegają szlaki turystyczne:
- Przełęcz nad Roztokami Górnymi – Roztoki Górne – Liszna – Majdan – Cisna
- polski szlak Biała – Grybów na odcinku Okrąglik – Rypi Wierch
- słowacki graniczny  Šipková (995 m n.p.m.) – Rypy (1003 m n.p.m.) – Ruské sedlo – Kruhliak (1101 m n.p.m.) – Kurników Beskid (1037 m n.p.m.)
- słowacki   Ruské sedlo – Ruské – Runina

Poprzednią (patrząc od zachodu) przełęczą w granicznym grzbiecie Karpat jest Przełęcz Łupkowska, kolejną – Przełęcz pod Borsukiem.
W listopadzie 1914 przełęcz przekroczył generał Ławr Korniłow dowódca 48 DP, który zamiast bronić wyznaczonego odcinka frontu, 
zaatakował przez Karpaty na południe. Podjęty samowolny atak na tyły wojsk austro-węgierskich, z zamiarem zdobycia Humennégo zakończył się militarną klęską Rosjan, okrążonych od północy przez zgrupowanie generała Johanna Karg von Babenburg. 

## Przejście graniczne
Na przełęczy (do 21 grudnia 2007) znajdowało się turystyczne przejście graniczne Roztoki Górne – Ruské. Droga tam przebiegająca była wykorzystywana od XVI wieku jako przejście pomiędzy Małopolską a Węgrami. W okresie od września 1939 było jedynym przejściem drogowym pomiędzy Węgrami a Generalnym Gubernatorstwem. W kwietniu 1941 przejście wizytował Hans Frank. 